# Maskenkernbeißer

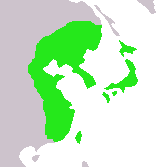
Verbreitungsgebiet

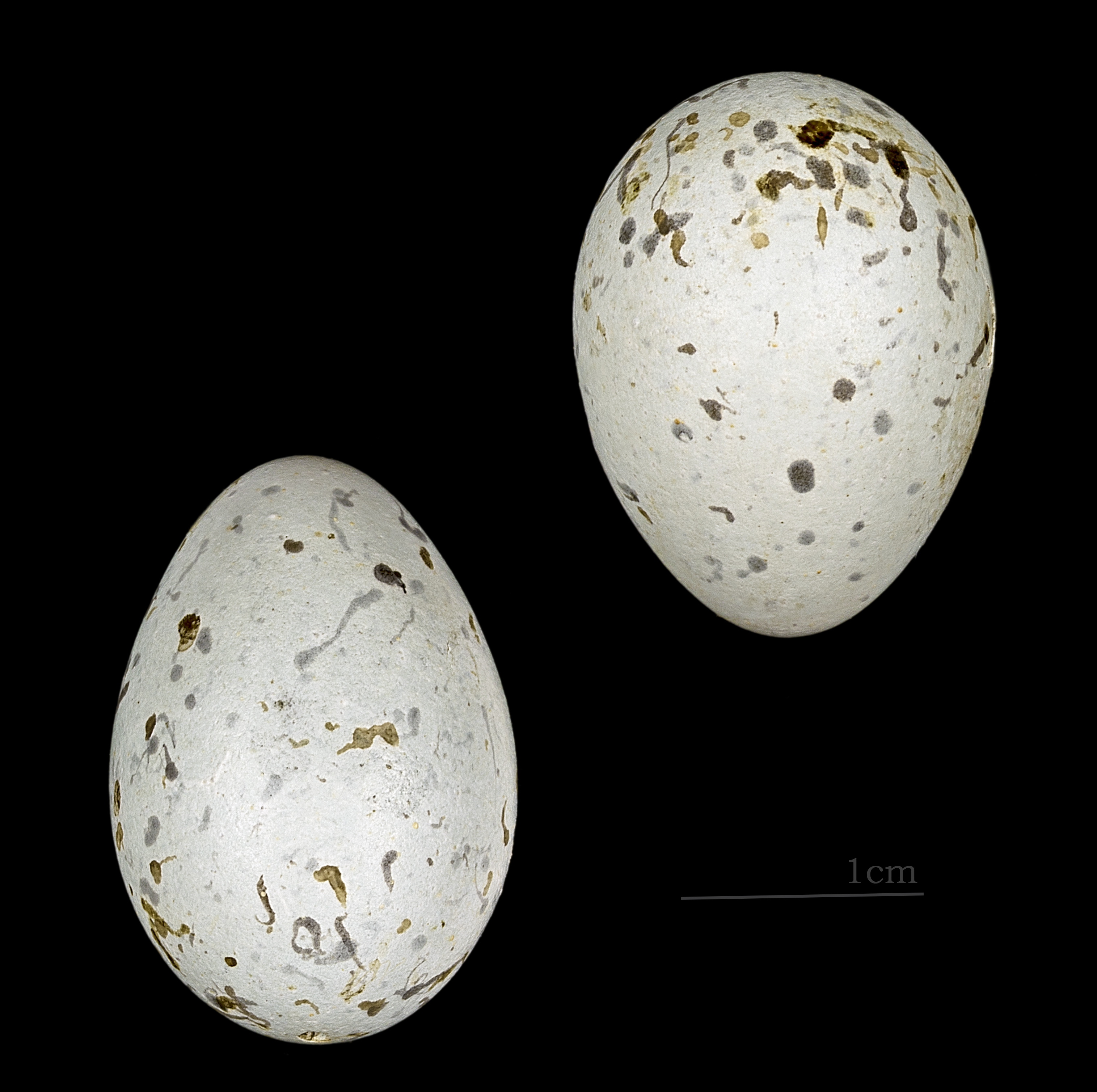
Eophona personata personata

Der Maskenkernbeißer (Eophona personata) ist eine ostasiatische Vogelart aus der Familie der Finken. Es werden zwei Unterarten für den Maskenkernbeißer unterschieden. 

## Merkmale
Der 23 cm lange Maskenkernbeißer ist am Rumpf gelbbraun bis olivgrün gefärbt. Der Kopf ist schwarz und ist durch ein schmales graues Nackenband vom Rückengefieder abgesetzt. Die schwarzen Flügeln weisen einen blauen Flügelfleck und ein weißes Flügelband auf. Die schwarzen Schwanzfedern haben blaue Flecken. Den Kopf dominieren eine schwarze Gesichtsmaske und ein kurzer, kegelförmiger, gelber Schnabel.
Der Gesang des Maskenkernbeißers ist leise, fast wispernd. Die Rufe sind teils weich und leise, teils spitz und hoch.

## Vorkommen
Der Maskenkernbeißer brütet in lichten Wäldern und Waldlandschaften in Südostsibirien, Nordchina und Japan. Er überwintert in Zentralchina und im Süden Japans. Sein Lebensraum sind Bergwälder. 

## Verhalten
Der Maskenkernbeißer lebt zur Brutzeit in Paaren und bildet im Winter kleine Trupps. Er ernährt sich von Kiefernsamen, Beeren und, vor allem in der Brutzeit, von Wirbellosen.
Der Maskenkernbeißer baut ein flaches Schalennest aus Zweigen in einem Baum. Das Nest wird häufig auf Zweigen weitab vom Stamm errichtet. Während der Brutzeit verhält sich der Vogel territorial. Das Gelege besteht aus drei bis fünf Eiern. Die Brutdauer beträgt elf bis zwölf Tage. Die Jungvögel sind nach 13 Tagen flügge, werden aber noch weitere 14 Tage vom Männchen betreut und gefüttert.